# ثنائي بروميد ثنائي الكبريت
ثنائي بروميد ثنائي الكبريت هو مركب كيميائي لاعضوي من الكلوريدات صيغته S2Br2 ويوجد في الشروط القياسية على شكل سائل أصفر بني.

## التحضير
يمكن أن يحضر المركب من التفاعل المباشر بين عنصري البروم والكبريت؛
{\displaystyle \mathrm {2\ S+Br_{2}\longrightarrow S_{2}Br_{2}} }
كما يمكن أن تتم عملية التحضير من تفاعل ثنائي كلوريد ثنائي الكبريت مع بروميد الهيدروجين:
{\displaystyle \mathrm {S_{2}Cl_{2}+2\ HBr\longrightarrow S_{2}Br_{2}+2\ HCl} }

## الخواص
يوجد المركب في الشروط القياسية على شكل سائل زيتي له لون يتراوح بين الأصفر والبني، وهو يتحلل عند التماس مع الماء (حلمهة)؛ وهو يمتزج بشكل جيد مع المذيبات اللاقطبية اللابروتونية مثل ثنائي كبريتيد الكربون ورباعي كلوريد الكربون.
تتبع البلورات في الحالة الصلبة نظام بلوري معيني قائم؛ ووفقاً لقياسات حيود الإلكترونات فإن الزاوية ثنائية السطح BrSSBr تبلغ 84° وزاوية الرابطة Br-S-S تبلغ 107°؛ أما طول الرابطة S-S فتبلغ مقدار 1.980 أنغستروم، وهي بذلك أقصر مما هي عليه في ثنائي كلوريد ثنائي الكبريت.